# Stalking Cat
Stalking Cat, pseudonimo di Dennis Avner (Flint, 27 agosto 1958 – Tonopah, 5 novembre 2012), è stato un cittadino statunitense
Noto per le sue molteplici modificazioni del corpo, adottate allo scopo di assomigliare il più possibile a una tigre,in virtù delle quattordici operazioni chirurgiche cui si era sottoposto per raggiungere questo obbiettivo, detenne il Guinness World Record per il maggior numero di trasformazioni permanenti per sembrare un animale. "Stalking Cat" era il suo pseudonimo.

## Biografia
Avner nacque a Flint, nel Michigan, e trascorse infanzia e giovinezza a Suttons Bay. Da adulto si arruolò in Marina come tecnico assegnato al sonar. Si congedò intorno al 1981. Iniziò quindi a lavorare come programmatore e tecnico di computer a San Diego, in California.
All'inizio degli anni '80 del XX secolo, ispirato da una personale visione del mondo e da sentimenti di affinità verso le tigri, Stalking Cat iniziò a tatuare e modificare chirurgicamente il suo viso. Nelle interviste affermò in più occasioni di aver scelto di alterare il suo aspetto fisico in conformità con quella che credeva fosse un'antica tradizione Wyandot; anche se alla prova dei fatti questa sua convinzione personale si discosta dalla pratica tradizionale. Diffuse anche la falsa notizia di essere cresciuto in una tribù, e che gli era stato detto di cambiare il suo aspetto in quella di una tigre da uno stregone.
Mentre viveva a San Diego conobbe Tess Calhoun a un ritrovo per appassionati di furry fandom, con cui strinse un'amicizia che durò parecchi anni, e che si estese al marito di lei: Rick Weiss. Nel 2005, il lavoro di Weiss per la Boeing comportò il trasferimento della coppia a Washington. I due proposero a Stalking Cat, che all'epoca aveva 47 anni, di unirsi a loro. Il trio si trasferì a Freeland nel Washington, precisamente a Whidbey Island, dove Stalking Cat aiutò i due a sistemare la loro casa.
Il suo aspetto inconsueto non tardò ad attirare l'attenzione, in una piccola città, e occasionalmente i giornali locali pubblicarono articoli su di lui. In uno di questi venne definito "un fumatore di sigarette disoccupato, Repubblicano conclamato, proprietario di armi da fuoco che ha lasciato la California perché crede che sia diventato uno stato comunista". Calhoun obiettò che stava "vivendo in una vera famiglia per la prima volta" e che ci voleva "un po' di adattamento".
Stalking Cat, Calhoun e Weiss erano attivi nelle comunità a tema furry, sia online che alle convention. Organizzavano riunioni mensili a casa loro. Stalking Cat divenne una specie di celebrità nell'ambiente, e ha una voce dedicata su WikiFur. In seguito ebbe problemi finanziari e nell'agosto 2007 dichiarò pubblicamente sul suo diario online che aveva bisogno di un nuovo posto in cui vivere. Calhoun disse che lei e suo marito semplicemente non potevano più permettersi di mantenerlo. Raccontò anche di avergli organizzato una festa di commiato.

## Morte
Nel settembre 2007, all'età di 49 anni, Stalking Cat si trasferì a Tonopah, nel Nevada. Il 5 novembre 2012 venne ritrovato  il cadavere nel suo garage. Aveva 54 anni. La notizia della sua morte venne diffusa una settimana dopo.
In un post online, il fondatore di BMEzine Shannon Larratt dichiarò che la sua morte potrebbe essere stato un suicidio.

## Modifiche del corpo

### Descrizione delle modifiche
Molte delle modifiche del corpo di Stalking Cat vennero eseguite in Arizona dall'artista Steve Haworth.
Il primo artista ad iniziare il vasto lavoro di tatuaggi sul viso di Stalking Cat fu invece Larry Hanks a San Diego, nel 1985. Stalking cat arrivò a collezionare più di quattordici modifiche, tra cui:
- Tatuaggi su un'ampia parte del corpo compreso il viso
- Impianti sottocutanei facciali per modificare la forma delle sopracciglia, della fronte e del naso
- Appiattimento del naso, tramite deviazione del setto nasale
- Iniezione di silicone nelle labbra, guance, mento e altre parti del viso
- Biforcazione del labbro superiore
- Modifiche alla dentatura
- Ridefinizione chirurgica delle orecchie, rendendole appuntite e allungandone i lobi
- Modifica chirurgica dell'attaccatura dei capelli
- Interventi al labbro superiore e impianti transdermici sulla fronte, per facilitare l'impianto delle vibrisse
- Lenti a contatto verdi con iridi a fessura
- Coda robotica (semplice protesi da indossare)

I futuri progetti includevano impianti sulla parte superiore della sua testa per l'innesto di orecchie da tigre.

### Questioni di origine etica e medica
Glenn McGee, direttore del Center for Bioethics presso l'Albany Medical College di New York, dichiarò: "La chirurgia estetica è una pratica basata sul consenso informato che deve bilanciare i rischi con i benefici. È possibile avere una visione coerente che è comunque dannosa per il proprio benessere. Questo è un paziente che viene danneggiato dalla medicina per assecondare sue convinzioni personali."